# الحارس (نظام مراقبة)

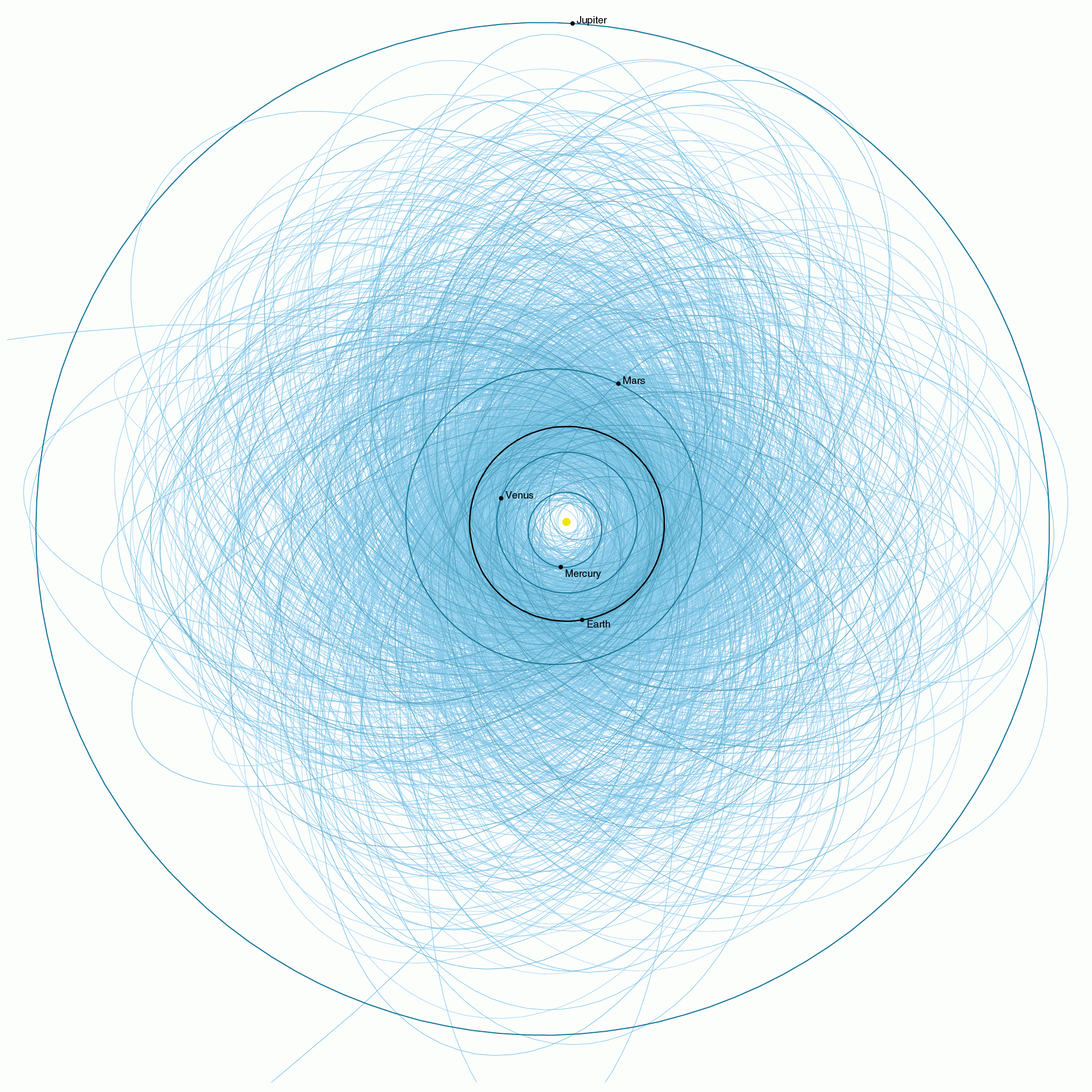
مدارات الكويكبات كامنة الخطر المعروفة حتى الآن

الحارس (بالإنجليزية: Sentry)‏ هو نظام مراقبة تصادم آلي ذو قدرة عالية يتحقق باستمرار منذ عام 2002 من فهرس الكويكبات الحالية المحتمل تصادمها في المستقبل مع كوكب الأرض على مدى السنوات المئة المقبلة. وعندما يتم الكشف عن تصادم محتمل سيتم تحليله ونشر النتائج على الفور في برنامج الأجرام القريبة من الأرض.، إلا في الحالات غير العادية حيث يبحث عن تأكيد من مصادر مستقلة. ومع ذلك، فأن عدة أسابيع من البيانات البصرية ليست كافية من أجل تحديد قاطع لحدوث تصادم في السنوات القادمة.

## جدول المخاطر
تسرد صفحة مخاطر الاصطدام  عددا من الأجرام المفقودة التي هي أجرام دائمة في صفحة المخاطر؛وقد يتوقف إزالتها من الصفحة على إعادة اكتشافها مصادفة.

صور متحركة للكويكب 99942 أبوفيس من مرصد سورمانو الفلكي

الكويكب 1997 XR2 اكتشف مصادفة عام 2006 بعد أن فقد لأكثر من 8 سنوات. وبعض الأجرام على جدول مخاطر برنامج الحارس، مثل 2000 SG344، قد تكون من صنع الإنسان.
وتشمل الأجرام البارزة الموجودة حاليا على صفحة المخاطر (الكويكبات المرقمة تسرد أولا):(29075) 1950 دا، 99942 أبوفيس، بينو 101955، (410777) 2009 FD, 1994 WR12, و2010 RF12. وتتضمن الكويكبات البارزة التي تمت إزالتها من جدول البرنامج في السنوات القليلة الماضية (المزالة مؤخرا تسرد أولا):2007 VK184, 2013 BP73, 2008 CK70, 2013 TV135, 2011 BT15, كويكب دي إيه 14, و2011 AG5.
قطر معظم الكويكبات القريبة من الأرض التي لم تدرس بواسطة الرادار أو الأشعة تحت الحمراء يمكن عموما تقديرة من خلال عاملين أستنادا إلى قدر الكويكب المطلق وكتلته.،وبالنسبة إلى الكويكبات القريبة من الأرض ذات القطر غير المحدد بشكل جيد، يفترض الحارس بياض عام قدرة 0.15. أكثر من أربعة وعشرين كويكب معروفة لديها إحتمال أعلى من واحد في المليون لتصطدم بالأرض في غضون المائة سنة المقبلة
.
اعتبارا من فبراير 2017 هناك ما يقرب من 680 كويكب قريب من الأرض مدرج على جدول المخاطر وحوالي 2000 كويكب قد أزيل من جدول المخاطر منذ أن بدأ عمل البرنامج في عام 2002.